# Hermannia violacea
Hermannia violacea är en malvaväxtart som först beskrevs av William John Burchell och Dc., och fick sitt nu gällande namn av Karl Moritz Schumann. Hermannia violacea ingår i släktet Hermannia och familjen malvaväxter. Inga underarter finns listade i Catalogue of Life.

## Bildgalleri

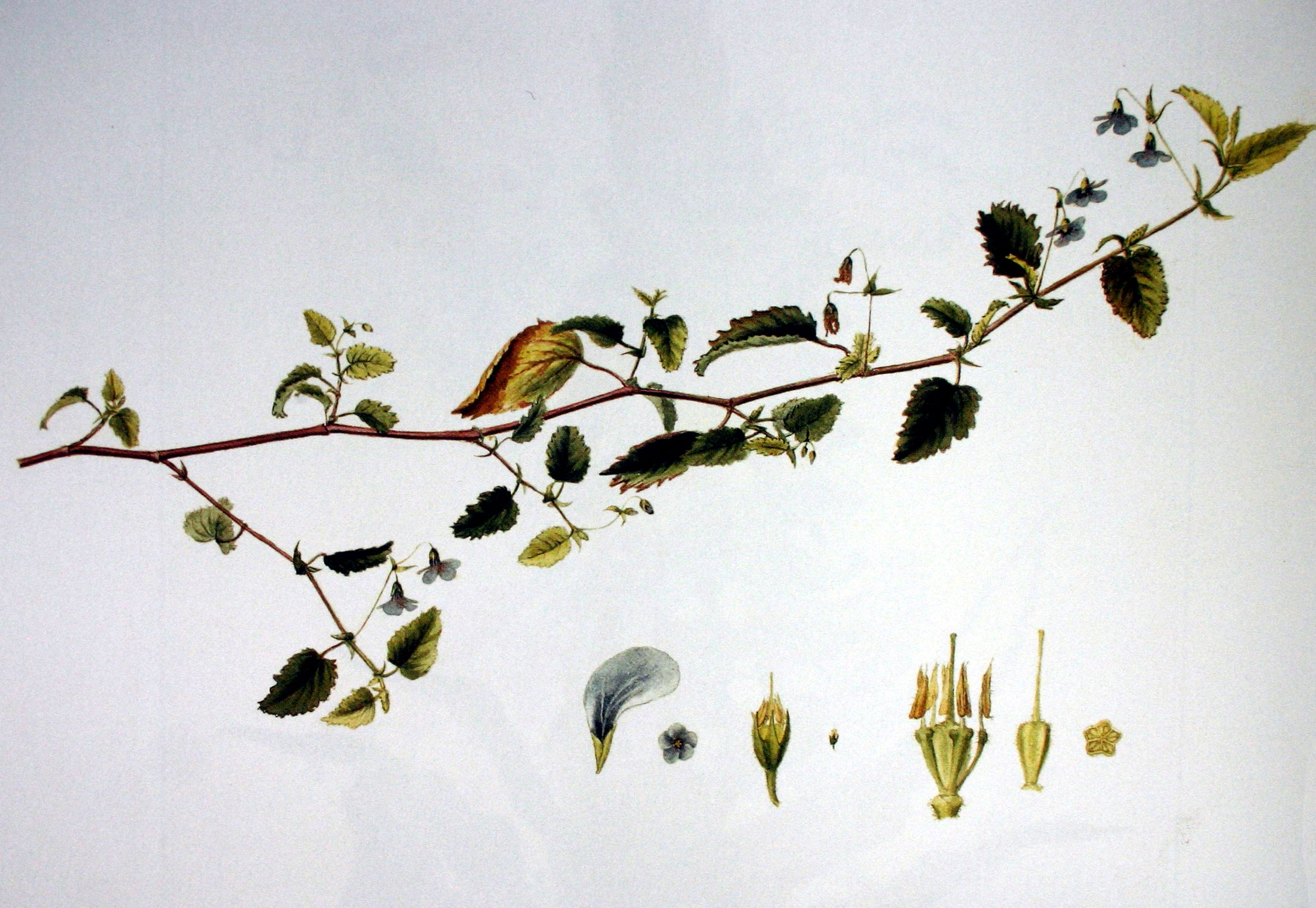